# Joodse Autonome Oblast
De Joodse Autonome Oblast (Russisch: Еврейская автономная область; Jevrejskaja avtonomnaja oblast; Jiddisch: ייִדישע אױטאָנאָמע געגנט; jidische ojtonome gegnt, ook Joods Autonoom Gebied), vroeger de ’’Joodse Autonome Republiek’’, is een deelgebied van Rusland. De oblast (provincie) ligt in het Russische Verre Oosten en grenst in het zuiden aan China, in het noordwesten aan Oblast Amoer en in het noorden en oosten aan Kraj Chabarovsk. Voor 1934 maakte het gebied deel uit van kraj Chabarovsk. Sinds 7 mei 1934 is het een autonome oblast.
Het bestuurlijk centrum is Birobidzjan. Deze naam wordt ook vaak gebruikt als aanduiding voor de Joodse Autonome Oblast. In de autonome oblast is het Jiddisch een officiële taal naast het Russisch.
De Joodse Autonome Oblast is de enige autonome oblast in Rusland en, op Israël na, het enige gebied ter wereld met een officiële Joodse status.

## Geschiedenis
De geschiedenis van de Joodse autonome oblast kan grofweg worden opgedeeld in drie perioden. De eerste periode kende een sterke mate van isolatie en duurde vanaf de prehistorie tot aan de vestiging van de Russen in de 17e eeuw. Gedurende deze perioden was er eigenlijk alleen sprake van bewoning langs de rivieren door (afstammelingen van) Paleosiberische volken en Toengoezen, al werd het gebied wel beschouwd als onderdeel van verschillende rijken. De ontwikkeling van het relatief onherbergzame gebied gebeurde tijdens de tweede periode toen zich er veel Kozakken en andere Russen vestigden en waarin de trans-Siberische spoorlijn werd aangelegd naar Vladivostok. Deze periode eindigde in de jaren '20 van de 20e eeuw toen door Stalin de Joodse staat werd opgericht. Sindsdien is het gebied een apart autonoom Joods gebied binnen Rusland, al is na de oprichting van de staat Israël een groot deel van de Joodse bevolking weggetrokken en is het tegenwoordig in de praktijk meer een gewone oblast met een kleine Joodse minderheid.

## Geografie
Geografisch gezien kan het gebied worden opgedeeld in twee regio's: Het westen en noordwesten vormt een bergregio met als belangrijkste bergrug het Chingan-Boergejagebergte. Andere gebergtes in deze regio zijn de Maly-Chingan, Soetara, Pompejevski en Sjoeki-Poktoi. Het overige gedeelte van het gebied, het oosten en het zuidoosten, is een vrij vlak gebied, dat deel uitmaakt van de Centrale Amoer-laagvlakte.
In de Centrale Amoer-vlakte bevinden zich vier onderscheidbare ecosystemen; de Amoer- of Mansjoerijnse gemengde en bladverliezende bossen, de Ochotsk-Kamtsjatkaanse spar-taiga bossen, de Oost-Siberische of Angara lichte conifeer taigabossen en de Dahuriaans-Mongoolse steppe.

### Rivieren
De belangrijkste rivieren binnen het gebied zijn de Bira en de Bidzjan, die beide in het noordelijke berggebied ontspringen en in het zuiden van de oblast uitmonden in de rivier de Amoer, die tevens de westelijke en zuidelijke grens van deze en andere Russische deelgebieden vormt met de Volksrepubliek China. Een vierde belangrijke rivier is de Grote Toengoeska, die ook in het noordelijk berggebied ontspringt maar via de noordgrens in de Amoer stroomt.

### Bossen
Ongeveer 44% van het gebied is bedekt met bos (dit was eerder 65 tot 70%), dat vooral uit conifeerachtigen bestaat (85%), zoals grove den (Pinus sylvestris), jezospar (Picea jezoensis), Siberische spar (Picea obovata) en Aziatische lariks (Larix gmelinii). De overige bossen bestaan vooral uit breedbladige hardhoutige bossen, waarvan het grootste gedeelte (60%) uit Mongoolse eik (Quercus mongolica) bestaat. Vooral in het zuiden zijn echter ook veel bossen gekapt, waardoor veel biodiversiteit verloren is gegaan. In deze gebieden groeien nu vaak relatief soortarme bladverliezende bossen of ze liggen braak.

### Flora en fauna
Door het samenkomen van de vier ecosystemen die hierboven zijn genoemd, kent het gebied ondanks zijn relatief kleine omvang toch een grote biodiversiteit. Zo komen er meer dan 60 zoogdiersoorten, 280 vogelsoorten, 7 reptielsoorten en 73 vissoorten voor. Ook heeft het gebied meer dan 1200 plantensoorten, waarvan 178 zeldzame en bedreigde soorten. Onder andere de Aziatische zwarte beer komt hier voor. Voor een aantal gebieden in de oblast geldt dat de natuur er een beschermde status heeft.

## Klimaat
Het klimaat in het gebied is vrij mild en vergelijkbaar met dat in de aangrenzende oblast Amoer. Het klimaat wordt gekenmerkt door warme en vochtige zomers onder de invloed van de Oost-Aziatische moessons. Meer dan 75% van de neerslag valt in de zomer. De gemiddelde temperatuur is 18 tot 21 °C in juli. De winters zijn juist weer erg koud, droog en winderig door hogeluchtdrukgebieden boven Siberië. De temperaturen lopen dan uiteen van −5 tot −40 °C.

## Economie
De economie is voornamelijk gebaseerd op vier sectoren:
- landbouw
- mijnbouwindustrie: goud, tin, ijzer, steenkool, bruinkool en grafiet
- houtverwerking
- lichte industrie (vooral textiel en voedselverwerking).

Vooral de mijnbouw en de houtverwerking zorgen voor veel schade aan het milieu. De mijnbouw is bovendien vaak sterk onrendabel doordat machines en methoden verouderd zijn. Alle sectoren van de economie in de oblast vertonen teruglopende productiecijfers. Bedrijven hebben te kampen met achterblijvende leveranties van materialen uit het westen van Rusland en kunnen de competitie met andere Russische en met name Chinese bedrijven niet meer aan.
De visserij in de rivieren wordt steeds onrendabeler doordat er opwaarts van de belangrijkste rivier de Amoer veel wordt gevist door zowel Russen als Chinezen en doordat het water in toenemende mate vervuild raakt door illegale lozingen van goudmijnen in rivieren die op de Amoerrivier afwateren.
Chinese bedrijven hebben interesse getoond in de exploitatie van de bossen in het gebied. Hiervoor is door de overheid van de oblast een contract getekend voor samenwerking voor lange tijd met de Chinese provincie Heilongjiang en zijn inmiddels een aantal vergunningen verstrekt aan Chinese bedrijven en Russische bedrijven met Chinees kapitaal. Overigens is China al langere tijd de belangrijkste handelspartner van de oblast.
De belangrijkste transportverbinding is de trans-Siberische spoorlijn, die door Birobidzjan loopt en het gebied verbindt met andere grote Russische steden als Moskou, Novosibirsk en Chabarovsk.
De landbouw vindt plaats op de vruchtbare tsjernozjomgronden in het zuiden en zuidoosten van de oblast en beslaat ongeveer 15% van de oppervlakte. Het milde klimaat zorgt ervoor dat er betere landbouwmogelijkheden zijn dan in de rest van het Russische Verre Oosten. De belangrijkste landbouwproducten zijn maïs, graan, sojabonen, aardappelen, groentes, vlees- en melkvee. De landbouwbedrijven zijn na het Sovjet-tijdperk van kolchozen en sovchozen omgevormd tot particuliere boerderijen. De productie vertoont echter een dalende tendens.

## Bestuurlijke indeling

### Districten
Het gebied bestaat uit de volgende districten (Russisch: районы, rajons):
- Birobidzjanski (Биробиджанский)
- Leninski (Ленинский)
- Obloetsjenski (Облученский)
- Oktjabrski (Октябрьский)
- Smidovitsjski (Смидовичский)

## Etniciteit
Uit de Russische volkstelling van 2002 blijkt dat Russen veruit de grootste bevolkingsgroep vormen met 89,9%, gevolgd door de Oekraïners met 4,4%, de Joden met 1,22%, de Wolga-Tataren met 0,63%, de Wit-Russen met 0,62% en nog 90 andere nationaliteiten.

## Overig
Enkele voorstanders van de Palestijnse zaak in het Midden-Oosten hebben in het verleden geopperd om de Joodse Autonome Republiek te gebruiken als een alternatief voor Israël om het Israëlisch-Palestijns conflict op te lossen. Dit idee vond echter nauwelijks weerklank.
In 2002 verscheen de documentaire L'Chayim, Comrade Stalin! over de stichting van de Joodse Autonome Regio door Stalin, en de komst van de joodse kolonisten. De film bevat ook scènes van het huidige Birobidzjan en interviews met overgebleven Joodse inwoners.